# Avonside
Avonside est une  banlieue de l’est de la cité de Christchurch, dans l’Île du Sud de la Nouvelle-Zélande.  
C’est l’une des plus anciennes banlieues de la cité, en dehors de la localité de Heathcote, qui est antérieure.

## Histoire

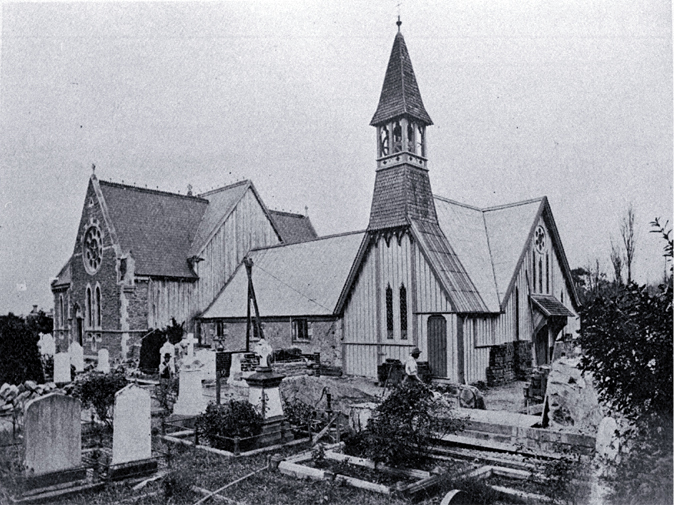
L’église Holy Trinity au niveau d’Avonside, en 1905

La banlieue fut dénommée d’après l'église Holy Trinity (en), qui fut construite à côté de la rivière Avon en 1855,.
Une  partie de l’église fut conçue en 1874 par l’éminent architecte Benjamin Mountfort, qui est enterré dans le cimetière de l’église. 
L’église fut endommagée lors du séisme de 2010 à Canterbery et encore en réparation, mais fut endommagée à nouveau  en février lors du séisme de 2011 en Nouvelle-Zélande et ensuite démolie plus tard cette année-là .
Avonside est le domicile de l’école secondaire de filles d’Avonside (en). 
Il y a aussi la rivière Avon  qui s’écoule à travers elle. 
Les limites de la paroisse anglicane originale de la localité d’Avonside furent fixées en 1859 et couvraient la plupart de ce qui est maintenant les banlieues telles que  Aranui, Burwood, Linwood, Marshland, New Brighton, North New Brighton, Parklands et une partie de la banlieue de Phillipstown. 
Le secteur autrefois couvrait l’ensemble du nord-est de la cité de Christchurch aussi loin que la rivière Styx. 
Les limites des zones de la rivière Avon sont construites sur un sol riche de la plaine d’inondation de la rivière Avon.  
Dans les premières années de la cité de Christchurch, la zone était connue comme étant extrêmement marécageuse et difficile à traverser.

## Tremblement de terre

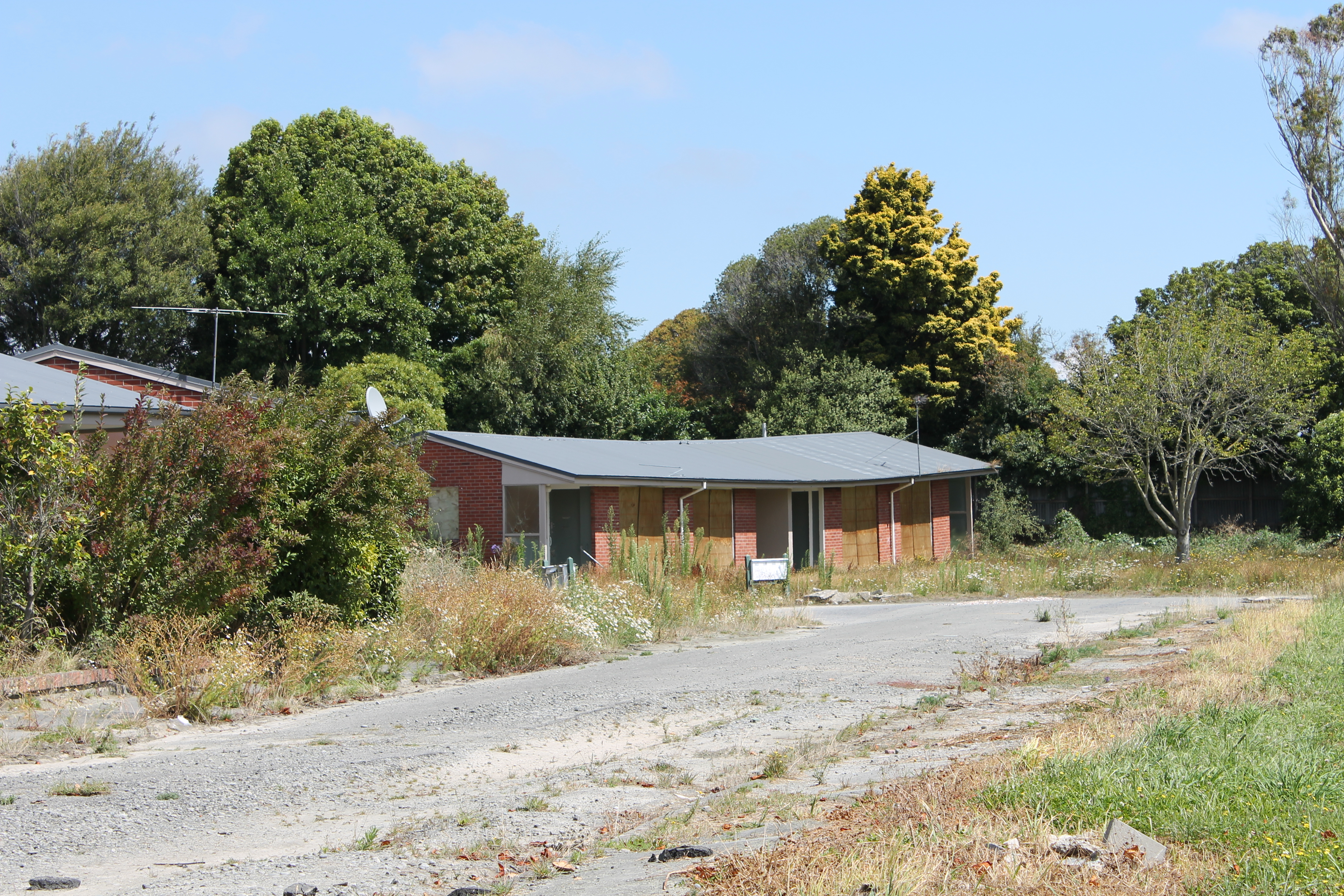
L’unité d’habitation sur la place Bowie avant sa démolition en février 2014

Durant le tremblement de terre du 4 septembre 2011 (Séisme de 2011 dans Canterbury (en), Avonside souffrit d’une importante  liquéfaction du sol. 
En particulier,  Keller Street, Bracken Street, Retreat Road et Cowlishaw Street furent laissées avec des  larges zones couvertes par l’eau et l’émergence de grey silt (sable gris). 
Avonside Drive a aussi subi une grande quantité de dommages avec des routes et des bâtiments défoncés. 
Le courant électrique et l’alimentation en eau furent suspendues dans certains cas pour plusieurs jours et il y avait des dommages étendus au réseau des égouts.
Le tremblement de terre, encore plus dévastateur de 22 février 2011, endommagea plus avant encore les infrastructures et les maisons de la banlieue. 
La liquéfaction et les inondations furent plus importantes qu’en septembre, avec des dommages faits aux routes et  de nombreuses maisons furent sévèrement altérées  ainsi que le terrain sur lesquelles elles étaient construites. 
Le courant électrique fut coupé  pour de nombreux résidents pour 2 à 3 semaines et pour la plupart des maisons les évacuations et les infrastructures des égouts nécessitèrent des réparations ou même leur remplacement. 
La  New Zealand Army et de nombreuses autres organisations de volontaires basées dans Christchurch (spécialement l'armée des étudiants volontaires (en) et la fédération des fermiers (en)) aidèrent les résidents à retirer la boue argileuse de leurs terrains du fait de son volume, avec de nombreuses rues ayant  de grands monticules empilés sur les côtés de la route. 
L’élu local du Christchurch Central (en), le  MP Brendon Burns (en),  en association avec les leaders de la communauté locale , accueillit une réunion au niveau de Retreat Park (un parc local situé à l’ange de Retreat Road et Patten Street), pour donner aux résidents les  informations nécessaires telles que celles concernant l’approvisionnement en eau et l'avancement des travaux pour reconnecter le courant électrique.
Un autre séisme à Christchurch frappa en juin 2011, causant la liquéfaction du sol et à nouveau des inondations avec de nouveaux dommages pour les maisons et les infrastructures de la banlieue, et même plus loin. 
Plus tard dans le mois, le gouvernement de la Nouvelle-Zélande annonça  (comme dans d’autres banlieues de Christchurch) que de nombreuses maisons dans Avonside feraient partie de ce qui fut classé dans une zone rouge (en) et devraient être démolies du fait que le terrain lui-même était trop gravement endommagé pour reconstruire et même simplement réparer ces maisons dans le futur proche. 
De nombreuses rues furent affectées par cette décision et les résidents concernés avaient jusqu’à avril 2013 pour évacuer leurs maisons et accepter les compensations, qui furent proposées à la fois par le gouvernement et les compagnies d’assurance pour les terrains et les maisons. 
D’autres zones de la banlieue furent au contraire, placées dans la zone verte de la cité, où les compagnies d’assurances pouvaient commencer à réparer et reconstruire les propriétés endommagées. 
De nombreuses sections et maisons dans la banlieue (principalement sur Patten Street, Retreat Road et Cowlishaw Street) restèrent dans l’incertitude, alors que le gouvernement de la Nouvelle-Zélande devait décider dans quelle mesure leurs terrains pouvaient être restaurés ou non. Celles-là furent considérées comme en zone orange. Ces décisions ont depuis été prises.

## Démographie
Avonside couvre une surface de 0.81 km2.
La banlieue avait une population estimée de 1 671 résidentsen juin 2018 avec une densité de population de 2,02 personnes au  km2. 
Avonside avait une  population de 1671habitants lors du recensement de 2018 en Nouvelle-Zélande, en diminution de 24 personnes ( soit -1,4 %) depuis recensement de 2013 en Nouvelle-Zélande, et en diminution de 228 personnes( soit 12,0 %) depuis le recensement de 2006 en Nouvelle-Zélande. 
Il y avait 678 logements. 
On comptait 837 hommes et 834 femmes, donnant un sexe-ratio de 1 homme pour une femme. 
L’âge médian était de 36,5 ans (comparé avec les 37,4 ans au niveau national), avec 318 personnes de 30 à 64 ans et 195 personnes (11,7 %) âgées de 65 ans ou plus.
L’ethnicité était pour 77,4 %: européens/Pākehās, de 19,4 % Māoris, 8,1 % de personnes du Pacifique, de 7,0 %  d’origine asiatique et de 3,1 % d’autres ethnicités (le total fait plus de 100 % dans la mesure où une personne peut s’identifier à de multiples ethnicités en fonction de l'origine de ses parents).
La proportion de personnes nées outre-mer était de 18,0 %, comparée avec les  27,1 % au niveau national.
Bien que certaines personnes objectent à donner leur religion, 52,2 % n’avaient aucune religion, 33,0 % étaient chrétiens, 0,9% étaient hindouistes, 1,4 % étaient musulmans, 0,5 % étaient  bouddhistes et 2,5 % avaient une autre religion.
Parmi ceux d’au moins 15 ans d’âge, 165 personnes (12,2 %) avaient un niveau de licence ou un degré universitaire supérieur et 315 personnes (23,3 %) n’avaient aucune qualification formelle. 
Le revenu  médian était de 23600 $, comparé aux 31800 $ au niveau  national. 
Le statut d’emploi de ceux d’au moins 15 ans était pour 612 personnes (45,2 %): employées à plein temps, pour 162 personnes (12,0 %) employées à temps partiel et 87 personnes (6,4 %) étaient sans emploi .

## Éducation
L’école supérieure des filles d’Avonside (en) ouvrit dans la localité d’Avonside en 1919, mais le site souffrit des dommages du tremblement de terre de 2011. 
L’école se déplaça vers la localité de North New Brighton en 2019.